# Sport Life
Sport Life — українська мережа фітнес-клубів, один з лідерів ринку. Група компаній Sport Life заснована в 2001 році венчурним фондом «Киев-Капитал» в Меріленді, США з метою інвестицій в спортивну інфраструктуру країн Східної Європи.
Станом на 2024 рік мережа налічувала 52 спортивних клубів у 15 містах України та була найбільшою за загальною площею. Компанія керує мережею фітнес-клубів, магазинів спортивного одягу, інвентарю і соляріїв.
Також компанія Sport Life є в країнах СНД імпортером спортивного обладнання американських брендів Hammer Strength, Precor, TechnoGym, BodyCraft і StrongMan.

## Соціальна відповідальність
30 січня 2020 року компанія підписала меморандум з Invictus Games, дозволивши безкоштовно тренуватися в спортзалах Sport Life учасникам збірної.